# Brigitte Siffert
Brigitte Siffert (ur. 1 maja 1962) – francuska zapaśniczka walcząca w stylu wolnym. Mistrzyni świata w 1990 i 1991. Złota medalistka mistrzostw Europy w 1988 roku. Pierwsza na mistrzostwach Francji w latach 1983–1985, 1988 i 1990; druga w 1982, 1987 i 1989 roku.